# كريستوفر دروري
كريستوفر دروري (بالإنجليزية: Christopher Drury)‏ هو مجدف بريطاني، ولد في 22 يونيو 1952.

## وصلات خارجية
- كريستوفر دروري على موقع الاتحاد الدولي للتجديف (الإنجليزية)